# リアダン
リアダン（Líadan）は、アイルランド出身のアイルランド音楽のバンド。女性6名により結成される。
アイルランドの伝統的なケルト・サウンドが愛されているグループである。特徴は、メンバー全員が担当楽器を演奏できる上に歌えることであり、ボーカル・グループとしての受賞歴もある。

## メンバー
- エレイン・コーミカン (Elaine Cormican) - ティン・ホイッスル、ボーカル ※リーダー
- ディアドラ・チョウク (Deirdre Chawke) - ピアノ・アコーディオン、ボーカル
- シーレ・デンヴァー (Síle Denvir) - ハープ、ボーカル
- ヴァレリー・ケイシー (Valeri Cassey) - フィドル、ボーカル
- クレア・ドーラン (Claire Dolan) - フィドル、ボーカル
- フルート担当は、これまでに3名がツアーに参加している。
  - サラ＝ジェイン・ウッズ (Sara-Jane Woods) - フルート、ボーカル
  - キャサリン・クロヘシー (Catherine Clohessy) - フルート、ボーカル（来日メンバー）
  - ステファニー・ジェレミア (Stephanie Geremia) - フルート、ボーカル

## ディスコグラフィ

### スタジオ・アルバム
- 『リアダン』 - Amhránaíocht Agus Ceol Traidisiúnta = Traditional Irish Music and Song (2006年)
- Casadh na Taoide / Turning the Tide (2009年)
- In Am Trátha - Well-Timed (2015年)